# Kılıçlar, Dörtdivan
Kılıçlar là một xã thuộc huyện Dörtdivan, tỉnh Bolu, Thổ Nhĩ Kỳ. Dân số thời điểm năm 2010 là 97 người.